# ديفيد سي. سميث (مؤلف)
ديفيد سي. سميث (بالإنجليزية: David C. Smith)‏ (10 أغسطس 1952، يونغزتاون في الولايات المتحدة)؛ روائي أمريكي.